# Mejasem
Mejasem is een bestuurslaag in het regentschap Pekalongan van de provincie Midden-Java, Indonesië. Mejasem telt 3222 inwoners (volkstelling 2010).